# هونغ كونغ في الألعاب الأولمبية
هونغ كونغ في الألعاب الأولمبية الألعاب الأولمبية هي من أهم الأحداث الرياضية في هونغ كونغ ، تقوم اللجنة الأولمبية لهونغ كونغ بالإشراف في شؤون مشاركة هونغ كونغ في الألعاب الأولمبية، شاركت هونغ كونغ أول مرة في الألعاب الأولمبية في دورة 1952 في هلسنكي في فنلندا،  ولم تفز إلا ب3 ميداليات واحدة ذهبية وواحدة فضية وواحدة برونزية.
في الألعاب الأولمبية الشتوية شاركت هونغ كونغ أول مرة في دورة 2002 في سولت ليك في الولايات المتحدة ولم تفز حتى الآن بأي ميدالية في الألعاب الشتوية.